# Thomas Dick Lauder
Thomas Dick Lauder, né le 13 août 1784 et mort le 29 mai 1848, 7e baronnet de Fountainhall (Édimbourg), est un écrivain écossais. Il est également connu pour ses contributions scientifiques, ainsi que pour son activité politique.
À partir de 1815, il contribue aux Annals of Philosophy, édité par le botaniste Thomas Thomson de Glasgow, en écrivant des articles de chimie, d'histoire naturelle et de météorologie. En 1818 après avoir lu un article sur les fameuses « routes parallèles » de Glen Roy dans les Highlands en Écosse, il en déduisit qu'il ne s'agissait pas de routes construites artificiellement mais du résultat de l'action d'un lac.
Dans les années 1820 il est le protecteur les frères John et Charles Allen, qui prétendent être des descendants de Charles Édouard Stuart, héritier de la dynastie écossaise des Stuart. Les deux frères prétendent également être en possession d'un manuscrit inconnu datant de 1571 et attribuant des tartans spécifiques aux divers clans écossais. Ils décident de rédiger un ouvrage reproduisant les dessins de ces tartans. Enthousiasmé par ce projet, sir Thomas Lauder écrit un courrier au célèbre écrivain Walter Scott, mais celui-ci lui répond qu'il est sceptique sur l'authenticité du manuscrit. L'ouvrage sera tout de même publié en 1842 sous le titre Vestiarium Scoticum. Le contenu de ce livre est aujourd'hui largement considéré comme ayant été purement et simplement inventé par les frères Allen, mais il a contribué à établir la tradition désormais largement répandue d'attribuer le dessin d'un tartan spécifique à un clan écossais.

## Œuvres principales
- Simon Roy, Gardener at Dumphail, (1817)
- Lochindhu, (1825)
- The Wolf of Badenoch, (1827)
- Highland Rambles and Legends to Shorten the Way, en trois volumes, (1837)
- Legends and Tales of the Highlands, suite de Highland Rambles, (1841)